# Титенок Микола Іванович
Титенок Микола Іванович (5 грудня 1962, смт Вільча, Поліський район, Київська область — 16 травня 1986, Москва) — ліквідатор аварії на Чорнобильській АЕС, пожежник відділення 6-ї самостійної воєнізованої пожежної частини з охорони міста Прип'ять. Герой України. 

## Життєпис
Народився Микола Іванович Титенюк 5 грудня 1962 року у селищі міського типу Вільча Поліського району Київської області. Закінчив середню школу. Після закінчення десятого класу пішов навчатися до морехідного училища. Три роки служив у місті Поті. В органах внутрішніх справ з 1984 року. Працював пожежником 6-ї самостійної воєнізованої пожежної частини (СВПЧ-6) з охорони міста Прип'ять.
26 квітня 1986 року о 1 годині 35 хвилин, старшина М. І. Титенок приступив до гасіння пожежі на Чорнобильській АЕС після вибуху четвертого реактора. Поки вистачало фізичних сил, М. І. Титенок був на посту. Внаслідок тривалого впливу високого рівня радіаційного опромінення, теплового виділення і задимлення вибув з бойових рядів і був госпіталізований. Лікувався в спеціальній клініці Москви, однак доза опромінення була надто високою.
Помер 16 травня 1986 року. Похований у Москві на Митінському кладовищі.

## Нагороди

Погруддя Миколи Титенка, Меморіальний комплекс жертв Чорнобильської катастрофи в Києві, 29.06.2019

- 21 квітня 2006 року за геройський подвиг в ім'я життя нинішніх і прийдешніх поколінь, особисту мужність і самопожертву, виявлені у ліквідації аварії на Чорнобильській АЕС присвоєно звання Герой України з удостоєнням ордена «Золота Зірка» (посмертно)[1]
- 8 травня 1996 року за особисту мужність і відвагу, виявлені у ліквідації аварії на Чорнобильській АЕС нагороджений відзнакою Президента України — хрестом «За мужність» (посмертно)[2]
- Нагороджений орденом Червоного Прапора (посмертно)[3]

Згадується у документальному фільмі «Чорнобиль: Два кольори часу» (Укртелефільм, 1986-88).

## Вшанування пам'яті
Ім'я Героя вибито на одній із плит меморіалу Героям-чорнобильцям у Києві на перетині бульвару Верховної Ради та проспекту Миру; меморіалу загиблим працівникам МВС України у Києві на Солом'янській площі; на стелі з іменами Героїв-чорнобильців у Сімферополі у парку Гагаріна біля входу з вулиці Павленко.
- Бюст Герою встановлено у Києві на алеї Героїв-чорнобильців на перетині проспекту Берестейського та вулиці Чорнобильської.
- 21 квітня 2011 року у Києві біля будівлі, де працював оперативний штаб протипожежної служби з ліквідації наслідків аварії на ЧАЕС (вулиця Круглоуніверситетська № 20/1) відкрито пам'ятник пожежним-чорнобильцям, а на фасаді будівлі їм встановлено меморіальну дошку.
- У квітні 2016 року до 30-х роковин з дня аварії на ЧАЕС у Києві на фасаді будівлі Головного управління Державної служби України з надзвичайних ситуацій в Київській області (вулиця Межигірська № 8) встановлено барельєф Героя.